# Мартынов, Григорий Алексеевич
Григо́рий Алексе́евич Марты́нов — советский хозяйственный, государственный и политический деятель.

## Биография
Родился в 1902 году в деревне Старак Чебоксарского уезда Казанской губернии (ныне — деревня Байгеево Цивильского района Чувашской Республики). 

В 1911—1917 годах во время учёбы в церковно-приходской школе и двухклассном училище, Григорий работал подпаском мирского стада. 

В 1920 году поступил в Симбирский сельскохозяйственный техникум, но из-за финансовых трудностей учёбу не окончил. 

В 1921—1922 годах работал учителем начальных классов школы I ступени и по ликвидации неграмотности среди взрослого населения в своей деревне. В 1923 году окончил рабфак в Чебоксарах.

В 1923—1924 годах Григорий учился в Ивановском политехническом институте, в 1924—1930 годах — в Московской сельскохозяйственной академии им. К. А. Тимирязева. Будучи студентом, он вернулся в Чувашию и с апреля 1928 года стал работать научным сотрудником, а уже с марта 1929 года – директором сельскохозяйственной опытной станции в селе Ишлеи.

В 1931—1934 годах Григорий Алексеевич работал заместителем Народного комиссара земледелия Чувашской АССР, принимал активное участие в коллективизации сельского хозяйства и становлении общественного хозяйства артелей Чувашии.

В 1934—1939 годах Мартынов работал проректором Высшей коммунистической сельскохозяйственной школы в Чебоксарах. В период работы в школе он заочно учился в аспирантуре, сдавал экзамены кандидатского минимума.

С апреля 1938 года по февраль 1940 года он работал главным агрономом Наркомзема Чувашской АССР.

В 1940 году Мартынов, по его личной просьбе, был направлен агрономом в колхоз им. Сталина Вурнарского района, где председателем был новатор С. К. Коротков. Работая на производстве, Григорий Алексеевич испытывал различные севообороты и сорта сельскохозяйственных культур, минеральные удобрения и конкретные агротехнические приёмы, что позволило колхозу получить рекордный в условиях республики урожай сельскохозяйственных культур.

В сентябре 1941 года Григорий Алексеевич был призван в ряды Красной Армии, где служил начальником материального снабжения эвакогоспиталя № 566 в посёлке Вурнары Чувашской АССР. В октябре 1941 года он был направлен в распоряжение Чувашского обкома ВКП(б). Здесь его назначили сначала заместителем заведующего, а с декабря 1941 года — заведующим сельскохозяйственным отделом. В 1943 году его избрали секретарём Чувашского обкома ВКП(б) по животноводству, в 1947 году – заведующим сельскохозяйственным отделом обкома ВКП(б).

С 31 мая 1950 года — министр сельского хозяйства Чувашской АССР. В 1956—1980 годы: первый заместитель Председателя Совета Министров Чувашской АССР, преподаватель в Высшей партийной школе при консультпункте обкома партии, пропагандист Чебоксарского филиала Центрального музея им. В. И. Ленина.
В мае 1954 года во Всесоюзном научно-исследовательском институте кормов им. Вильямса защитил диссертацию на тему «Кормовая свёкла в Чувашской АССР».
Член ВКП(б). Избирался депутатом Верховного Совета СССР 3-го и 4-го созывов.
Умер в 1987 году в Чебоксарах.

## Награды и звания
- орден Трудового Красного Знамени (дважды);
- медаль «За доблестный труд в Великой Отечественной войне 1941—1945 гг.»;
- большая золотая медаль «За успехи в социалистическом хозяйстве»;
- большая серебряная медаль «За успехи в народном хозяйстве СССР»;
- Почётные грамоты Президиума Верховного Совета Чувашской АССР;
- занесён в Почетную Книгу Трудовой Славы и Героизма Чувашской АССР (1967)[1][2].